# Chaumont-devant-Damvillers
Chaumont-devant-Damvillers är en kommun i departementet Meuse i regionen Grand Est (tidigare regionen Lorraine) i nordöstra Frankrike. Kommunen ligger i kantonen Damvillers som tillhör arrondissementet Verdun. År 2022 hade Chaumont-devant-Damvillers 46 invånare.

## Befolkningsutveckling
Antalet invånare i kommunen Chaumont-devant-Damvillers
| Referens: INSEE |